# Paltental
Das Paltental ist ein Nebental des Ennstals in der Obersteiermark. Das Tal beheimatet sechs Gemeinden mit insgesamt 13.853 Einwohnern (Stand 1. Januar 2018).

## Geschichte
Bis ins Frühmittelalter war das Tal zumindest teilweise slawisch besiedelt. Darauf weist auch der Name hin. Das früheste Schriftzeugnis ist von 1041 und lautet „Baltal“. Der Name geht auf slawisch bolto (Sumpf) zurück. Das Tal dürfte im 8. Jh. oder früher von Bajuwaren besiedelt worden sein.

## Geographie

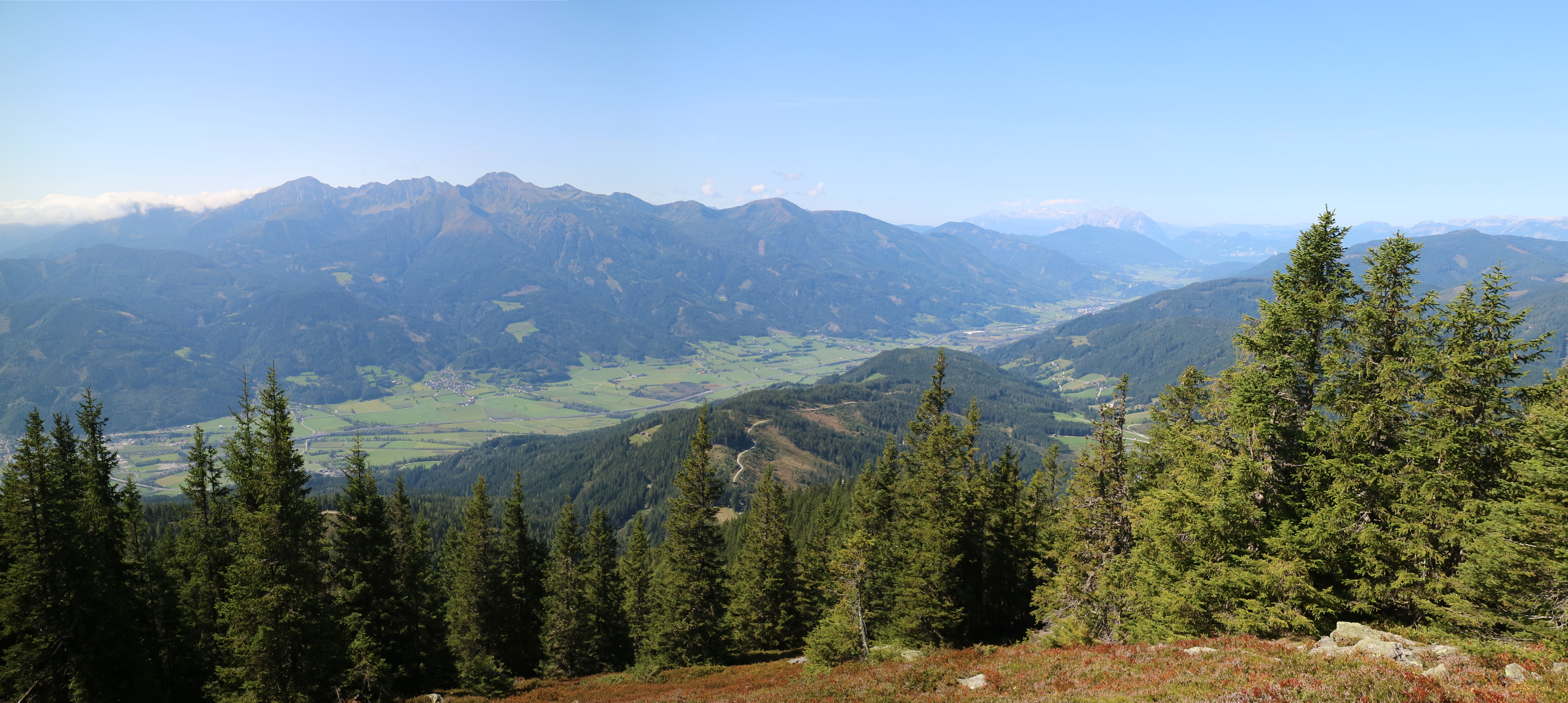
Blick vom Lahngangkogel auf das Paltental flussabwärts von Trieben, im Hintergrund die Rottenmanner Tauern

Das Tal zweigt nahe Selzthal vom Mittleren Ennstal nach Südosten ab und wird vom namensgebenden Fluss Palten durchflossen. Der Übergang zum Ennstal wird durch eine Talenge gebildet. Es endet am Schoberpass (849 m). Hauptort und größte Gemeinde des Tales ist die Stadt Rottenmann. Im Süden wird es von den Rottenmanner Tauern begrenzt, im Norden von Ausläufern der Eisenerzer Alpen.
Das Paltental bildet zusammen mit dem nach dem Schoberpass anschließenden Liesingtal das Palten-Liesing-Tal, früher zusammen Kammertal genannt. Diese alpine Längstalfurche ist auch eine wichtige Nord-Süd-Verkehrsverbindung. In der Landschaftsgliederung des Landes Steiermark trägt das Paltental die Nummer T4.
Die Talform wurde durch einen Ausläufer des pleistozänen Ennsgletschers geprägt. Der flache und eher gleichmäßige Talboden ist in Abständen von seitlichen Schwemmkegeln und Murenkegeln überformt. Der Talboden ist von fluvialen Sedimenten erfüllt.
Der Großteil des Talbodens bildet seit 1981 das Landschaftsschutzgebiet Nr. 45 Paltental.

### Orte
Zum Paltental gehören folgende Gemeinden (in Klammer die Einwohner, Stand 1. Jänner 2025):
- Städte
  - Rottenmann (4960)
  - Trieben (3297)
- Marktgemeinden
  - Gaishorn am See (1356)
- Gemeinden
  - Lassing (1684) (zum Teil)
  - Selzthal (1476) (zum Teil)

Darunter sind historischen Gemeinden, heute Katastralgemeinden:
- Au bei Gaishorn
- Bärndorf
- Büschendorf
- Dietmannsdorf bei Trieben
- Edlach
- Oppenberg (zum Teil)
- Sankt Lorenzen im Paltental
- Schwarzenbach
- Singsdorf
- Treglwang
- Villmannsdorf

Die Gemeinden Lassing und Selzthal sind aufgrund der unterschiedlichen Entwässerung ins Enns- oder Paltental nur zum Teil dem Paltental zugehörig.

## Verkehr
Verkehrstechnisch dient das Tal als eine der Verbindungsachsen zwischen der Steiermark, Oberösterreich und Salzburg, durch das Paltental führt die Pyhrn Autobahn A9 bis zum Bosrucktunnel, parallel dazu die Rudolfsbahn, die Graz mit Linz bzw. Salzburg verbindet.

## Sehenswertes
- Gaishorn am See: Markt mit schönem Ortskern, Pfarrkirche und Filialkirche
  - Treglwang: Ortskern, Schloss Paltenstein
- Sankt Lorenzen im Paltental: Pfarrkirche, Kalvarienberg
- Dietmannsdorf bei Trieben: Filialkirche
- Rottenmann: historischer Stadtkern, Pfarrkirche und ehemaliges Augustiner Chorherrenstift, Filialkirche Sankt Georgen, Spitalskirche, Schloss Grünbühel, Schloss Thalhof
  - Oppenberg: Wallfahrtskirche
- Lassing: Ortskern mit Pfarrkirche, Burg Strechau
- Selzthal: Ortskern, Bahnhof